# Tribufos
Tribufos (ISO-naam) is een organofosfaatester die als plantengroeiregelaar gebruikt wordt, meer bepaald als ontbladeringsmiddel voor katoen.
Tribufos en structureel gelijkaardige stoffen werden in 1960 gepatenteerd door de Pittsburgh Coke and Chemical Company in de Verenigde Staten.

## Toepassingen
Het product wordt over de planten versproeid vanop de grond of vanuit de lucht. Door de ontbladering verkrijgt men een versnelde rijping (het zonlicht kan makkelijker bij de vruchten) en een makkelijkere oogst. Een neveneffect is dat insecten- of schimmelplagen die zich met de bladeren voeden minder kans krijgen om zich te ontwikkelen. De planten kunnen later opnieuw een normaal bladerdek ontwikkelen.
Tribufos werd voor het eerst geregistreerd in de Verenigde Staten in 1961 voor gebruik in de katoenteelt. Later werd het verkocht door Aventis Crop Science en Bayer CropScience. Merknamen zijn Folex en DEF Defoliant. Het commercieel product heeft een onaangename geur, veroorzaakt door onzuiverheden zoals dibutyldisulfide en 1-butaanthiol. Alternatieve ontbladeringsmiddelen voor de katoenteelt zijn onder andere thidiazuron en dimethipin.

## Regelgeving
In Australië werd de erkenning voor tribufos in 1999 ingetrokken, vooral omwille van de mogelijke effecten op het zenuwstelsel voor de personen die het product toedienen.
In de Europese Unie is tribufos sedert 2003 niet meer toegelaten voor gebruik in de landbouw.
In de Verenigde Staten, waar het op grote schaal wordt toegepast in de katoenteelt, besloot de Environmental Protection Agency (EPA) in 2006 dat tribufos, samen met een aantal andere organofosfaten, in aanmerking kwam voor een verlenging van de registratie.

## Toxicologie en veiligheid
De acute toxiciteit van tribufos is matig. De stof heeft een hoog (geschat) potentieel voor bioaccumulatie.
Zoals andere organofosfaten kan de stof op termijn effecten hebben op het centraal zenuwstelsel (organophosphate-inducted delayed neuropathy of OPIDN): het is het een cholinesteraseremmer en tevens een inhibitor van het enzym neuropathic target esterase (NTE).